# 110074 Lamchunhei
110074 Lamchunhei este un asteroid din centura principală de asteroizi.

## Descriere
110074 Lamchunhei este un asteroid din centura principală de asteroizi. A fost descoperit pe 20 septembrie 2001 la Observatorul Desert Eagle de William Kwong Yu Yeung. Asteroidul prezintă o orbită caracterizată de o semiaxă mare de 2,58 ua, o excentricitate de 0,18 și o înclinație de 2,5° în raport cu ecliptica.